# Kaliumcyanat
Kaliumcyanat ist das Kaliumsalz der Cyansäure und der Isocyansäure – eine Unterscheidung lässt sich nicht treffen, da das Anion ein mesomeres System darstellt und die Anionen beider Säuren somit identisch sind. Da allerdings die Längen der Bindungen zwischen Kohlenstoff und Stickstoff sowie zwischen Kohlenstoff und Sauerstoff eher Doppelbindungen entsprechen als einer Einfach- und einer Dreifachbindung, wäre die Bezeichnung Kaliumisocyanat eher gerechtfertigt; sie ist aber unüblich.

## Herstellung
Kaliumcyanat wird technisch durch Einleiten von Luft in eine Kaliumcyanidschmelze hergestellt.
{\displaystyle \mathrm {2\ KCN+\ O_{2}\longrightarrow \ 2\ KOCN} }
Die Oxidation von Kaliumcyanid gelingt auch mit anderen Oxidationsmitteln wie Braunstein, Blei(IV)-oxid, Kaliumdichromat oder Kaliumpermanganat.
Im Labor kann es durch Zusammenschmelzen von Harnstoff und Kaliumcarbonat hergestellt werden.
{\displaystyle \mathrm {2\ CO(NH_{2})_{2}+\ K_{2}CO_{3}\longrightarrow } }
{\displaystyle \mathrm {2\ KOCN+2\ NH_{3}+\ CO_{2}+\ H_{2}O} }

## Eigenschaften
Kaliumcyanat bildet farblose, nadelförmige Kristalle. Es ist in reinem Zustand geruchlos; technische Produkte können einen schwachen Geruch aufweisen, der zum Teil von Blausäure verursacht wird, die aus der herstellungsbedingten Verunreinigung durch Kaliumcyanid entsteht.
Der Schmelzpunkt liegt etwa bei 315 °C. Bei Raumtemperatur besitzt es eine Dichte von ca. 2,056 g/cm3. Es ist sehr gut löslich in Wasser (es lösen sich 750 g Kaliumcyanat pro Liter). Das Salz ist in Alkohol unlöslich. Beim Erhitzen auf Temperaturen über 700 °C zerfällt es in Kaliumcyanid und Sauerstoff. In wässriger Lösung hydrolysiert es langsam, wobei unter anderem Ammoniumcarbonat entsteht.

## Verwendung
Kaliumcyanat wurde Ende der 1940er-Jahre in den USA als Herbizid verwendet, da es für viele Pflanzen als Gift wirkt. Es wurde jedoch nie großflächig eingesetzt. In Deutschland, Österreich und der Schweiz ist kein Pflanzenschutzmittel zugelassen, das diesen Wirkstoff enthält. Heute wird es zur Oberflächenhärtung von Metallen und bei der Synthese von organischen Verbindungen wie Harnstoff-Derivaten und Carbamaten (zum Beispiel von Hydantoin oder Semicarbazid) eingesetzt.

## Sicherheitshinweise
Kaliumcyanat ist schwach wassergefährdend und gesundheitsschädlich. Beim Erhitzen auf über 700 °C entsteht das hochgiftige Kaliumcyanid.